# Andrea Saltzman
Andrea Saltzman (Buenos Aires, 1958) es una arquitecta, bailarina (lo cual ha influido en su modo de entender y trabajar el espacio, el movimiento y el cuerpo) y diseñadora de moda argentina.
Andrea Saltzman estudió arquitectura en la Facultad de Arquitectura y Urbanismo de la Universidad de Buenos Aires, donde se licenció en 1983. La facultad cambió de nombre en 1989 por el de  Facultad de Arquitectura, Diseño y Urbanismo, cambio de nombre que supuso también una ampliación de estudios, relacionados con ella, ya que desde 1989 trabajaba en ella, primero como  profesora, y más tarde como catedrática, de diseño de Indumentaria.
Actualmente se la conoce por ser Arquitecta por la FADU-UBA, Catedrática de Diseño de Indumentaria y Directora de la carrera de Diseño de Indumentaria y Textil en la FADU (entre 2010-2014); autora del libro El cuerpo diseñado (2004, libro en el que trata la indumentaria como un elemento que atañe, modela y regula, los modos de la sociabilidad, la vida cotidiana, la intimidad y las relaciones entre los sexos) y Coordinadora del Taller de Vestuario en la IX Bienal de Arte de La Habana en 2006.
En 1998 fue responsable de la creación de la primera Tecnicatura en producción de Indumentaria dependiente de la Secretaría de educación del gobierno de la ciudad de Buenos Aires y de la puesta en marcha y capacitación del equipo docente de 1998 hasta el 2001. También ha formado parte de la comisión evaluadora del Sello del Buen Diseño del Plan Nacional de Diseño del Ministerio de Industria de la Nación.
Su trayectoria profesional en el mundo del diseño es muy amplia y ha realizado sola o en compañía de sus alumnos numerosas muestras, como las realizadas en el Centro Cultural Recoleta en los años 1999, El cuerpo diseñado, y el 2000, Mutaciones.
También ha sido comisaria de muestras y organizadora de desfiles de moda.
Es docente tanto en universidades Argentinas como invitada en otras universidades de Brasil, Colombia, Chile, Uruguay.  Por otro lado imparte conferencias en encuentros de moda y de educación, tanto en países de América del Sur como Europa (Italia y España, entre otros) .